# Olga Sékulic
Pour les articles homonymes, voir Sekulić.
Olga Sékulic est une actrice française, née le 16 janvier 1973 à Paris 14e.

## Biographie
D'origine serbe, Olga est une actrice née en France le 16 janvier 1973. Elle est la sœur d'Igor Sékulic.

## Filmographie

### Cinéma
- 1996 : Les Sœurs Hamlet
- 1998 : Les Couloirs du temps : Les Visiteurs 2 : Hilda
- 1999 : Jeanne d'Arc : Marie d'Anjou
- 2000 : Virilité : Patricia
- 2000 : Élie annonce Semoun : plusieurs personnages
- 2002 : La Vérité sur Charlie
- 2003 : Laisse tes mains sur mes hanches : Aurélie
- 2003 : Je reste ! : l'hôtesse de l'air
- 2003 : Les Gaous : l'invitée de la fête
- 2003 : Élie annonce Semoun, la suite...
- 2004 : L'Enquête corse : la gendarmette au radar
- 2007 : L'Invité : l'hôtesse de l'air
- 2009 : Le Petit Nicolas : une secrétaire du père de Nicolas
- 2015 : Un peu, beaucoup, aveuglément : Myriam
- 2016 : La Forêt de Quinconces de Grégoire Leprince-Ringuet

### Télévision
- 1996 : Les Vacances de l'amour : Cécile (1 épisode)
- 1997 : Docteur Sylvestre : Sonia (1 épisode)
- 1999 : Evamag : Katia (15 épisodes)
- 2002 : Aix mélodie : Emma (13 épisodes)
- 2005 : Allô T où ? : Cécile
- 2007 : Le Vrai Coupable
- 2007-2009 : Avocats et Associés : Maître Mazolini (2 épisodes)
- 2008 : Julie Lescaut, épisode 3 saison 17, Prédateurs de Jean-Michel Fages : Caroline
- 2008 : Flics : Cristina (1 épisode)
- 2009 : La Belle Vie : la directrice chic
- 2011-2012 : Le Jour où tout a basculé : Lucie et Florence (2 épisodes)
- 2012 : À votre service : Juliette Nerac (1 épisode)